# Tyresöradion
Tyresöradion, Tyresö närradio, är en radiokanal som når Tyresö kommun och Haninge kommun på frekvensen 91.4 MHz.
Fredsaktivisten Åke Sandin var mycket engagerad inom Tyresöradion och gjorde ett mycket stort antal intervjuer med kända och okända tyresöbor. Andra program var Utan Åke och Radio Xtrem. Program produceras regelbundet av Tyresö gymnasiums medielinjer och Nyboda skola.
Författaren Roland Schütt var engagerad i Tyresöradion.